# Chasseurs alpins

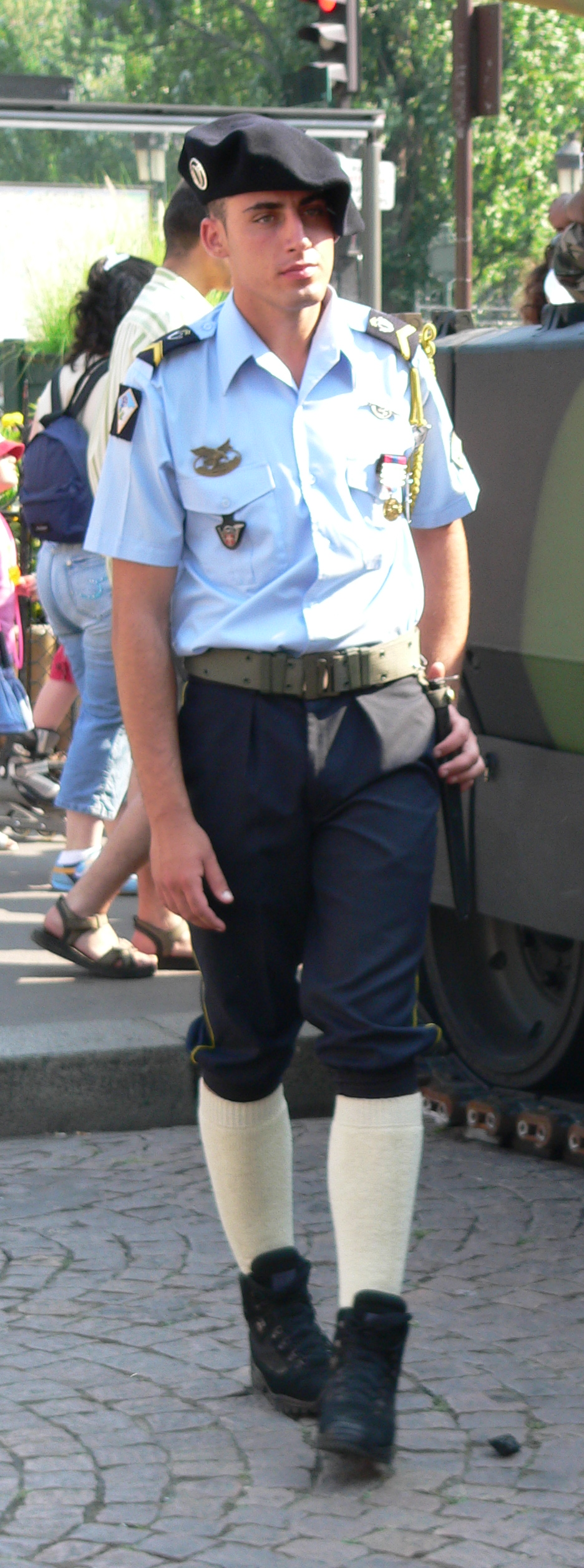
Ein Chasseur alpin

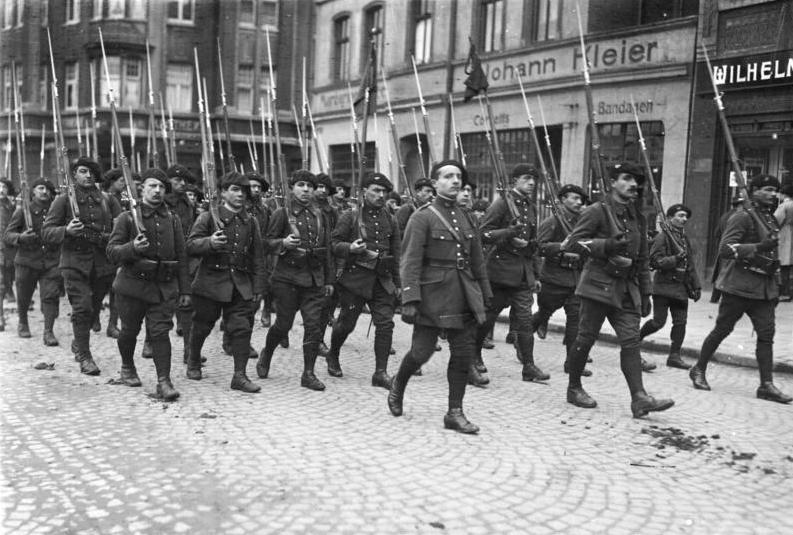
Französische Alpenjäger in Buer während der Ruhrbesetzung, 1923.

Chasseurs alpins (Alpenjäger) ist eine seit 1888 verwendete Bezeichnung für anfangs 12 Jägerbataillone, heute Gebirgsjäger, der französischen Armee, von denen sieben im Bereich des XIV. (Lyon) und fünf im Bereich des XV. Armeekorps (Marseille) in Garnison standen. Sie waren den jeweiligen Armeekorps auf Dauer unterstellt. Darüber hinaus gab es noch ein (alpines) Infanterieregiment 159 (régiment de la neige/Briançon).
Die Chasseurs alpins sind neben den italienischen Alpini eine der ältesten Gebirgstruppen. Sie hatten eine Friedensstärke je Bataillon von 32 Offizieren, 958 Unteroffizieren und Mannschaften, 13 Pferden und 44 Maultieren. Im Sommer waren sie in den Hochtälern der Alpen stationiert. Sie galten stets als eine Elitetruppe der französischen Armee.
Die Truppe trug blaue Blusen, blaue Klappkragen mit gelber Bataillonsnummer, blaugrüne Beinkleider mit gelbem Vorstoß, blaue barettähnliche Mützen, hellblauen Schal als Schärpe (nur im Feld, auf Märschen und beim Manöver), Radmantel mit Kapuze, Bergschuhe und Bergstock.
Heute sind die drei noch verbliebenen Bataillons de Chasseurs Alpins (BCA) mit dem 7e BCA, dem 13e BCA und dem 27e BCA in der 27e Brigade d’Infanterie de Montagne zusammengefasst, und in Hochsavoyen und Savoyen stationiert. Das Brigadekommando befindet sich in Grenoble.